# HD 52619
HD 52619，又名CD-28 3711，SAO 172749、HR 2637，是一颗恒星，视星等为6.27，位于銀經239.58，銀緯-10.71，其B1900.0坐标为赤經6h 56m 45.3s，赤緯-28° -10.71′ 50″。